# Котліни (Здунськовольський повіт)
Котліни (пол. Kotliny) — село в Польщі, у гміні Шадек Здунськовольського повіту Лодзинського воєводства.
Населення — 183 особи (2011).
У 1975-1998 роках село належало до Серадзького воєводства.

## Демографія
Демографічна структура станом на 31 березня 2011 року:
|          | Загалом | Допрацездатний вік | Працездатний вік | Постпрацездатний вік |
| -------- | ------- | ------------------ | ---------------- | -------------------- |
| Чоловіки | 90      | 16                 | 61               | 13                   |
| Жінки    | 93      | 16                 | 47               | 30                   |
| Разом    | 183     | 32                 | 108              | 43                   |